# Графство Невер
Графството Невер (на френски: Comté de Nevers) е средновековно бургундско феодално образование, съществувало от 9 век до 1789 г. Столица е град Невер. През 1539 г. графството Невер е издигнато на херцогство. През 1789 г. херцогството е конфискувано и присъединено към Франция.

## Владетели

### Капетинги
- Анри Велики († 1002), граф на Невер, 965 херцог на Бургундия

### Дом Бургундия-Ивреа
- 982 – 1026: Ото Вилхелм († 1026), осиновен син на Анри

### Дом Монсо (Дом Невер)
- 1026 – 1028: Ландри († 1028)
  - 1028 – 1040: Райналд I († 1040)
- 1066 – 1083: Вилхелм I (1029 – 1083)
- 1083 – 1097: Райналд II (1055 – 1097)
- 1097 – 1147: Вилхелм II (1083 – 1148)
- 1147 – 1161: Вилхелм III (1110 – 1161)
- 1161 – 1168: Вилхелм IV († 1168)
- 1168 – 1176: Гуидо († 1176)
- 1176 – 1181: Вилхелм V († 1181)
- 1181 – 1192: Агнес I от Невер († 1192), ∞ Пиер ІІ дьо Куртене

### Дом Франция-Куртене
- 1184 – 1192: Пиер ІІ дьо Куртене († 1219), 1216 император на Константинопол
- 1192 – 1257: Матилда дьо Куртене († 1257), ∞ 1199
  - Херве IV дьо Донзи, † 1223
  - Агнес II от Невер, † 1225, ∞ 1221
  - Гуидо IV, † 1226
  - Guigues IV d’Albon † 1241
  - Gaucher de Châtillon, † 1250,
  - Йоланда от Невер, † 1254
- 1257 – 1262: Матилда II дьо Бурбон, † 1262, нейна дъщеря
  - Одо от Бургундия, † 1266
- 1262 – 1280: Йоланта от Бургундия († 1280),
  - Жан Тристан Френски (1250 – 1270)
  - Роберт дьо Дампиер (1247 – 1322)

### Дом Дампиер
- 1272 – 1280: Роберт III († 1322)
- 1280 – 1322: Лудвиг I († 1322)
- 1322 – 1346: Лудвиг II († 1346)
- 1346 – 1384: Лудвиг III († 1384)
- 1384 – 1405: Маргарета I († 1405), ∞ I 1356 за Филип I херцог на Бургундия (1345 – 1361), ∞ II 1369 за Филип II Смели

### Дом Бургундия
- 1384 – 1404: Филип I (1342 – 1404), ∞ за Маргарета I (1350 – 1405)
- 1385 – 1404: Жан Безстрашни (1371 – 1419)
- 1405 – 1415: Филип II (1389 – 1415), брат на Жан Безстрашни
- 1415 – 1464: Карл I (1414 – 1464), син на Филип
- 1464 – 1491: Жан II (1415 – 1491), брат на Карл
- Елизабет († 1483), дъщеря на Жан, наследничка на Невер; ∞ 1455 Йохан I херцог на Клеве, граф на Марк и т.н. (1419 – 1481)

### Дом Клеве-Марк
- 1491 – 1506: Енгелберт фон Клеве (* 1462, † 1506), ∞ 1490 Шарлота дьо Бурбон (* 1474, † 1520),
- Карл от Клеве-Невер († 1521)
- Франсоа I от Клеве (* 1516, † 1562), 1538 1. херцог на Невер
- Франсоа II от Клеве (* 1540, † 1563), 1562 2. херцог на Невер
- Жак от Клеве (* 1544, † 1564) 1563, 3. херцог на Невер
- Хенриета дьо Клеве (* 1542, † 1601), херцогиня на Невер, ∞ 1566 Луиджи Гонзага (1539 – 1595)

### Гонзага
- 1566 – 1595: Луиджи Гонзага (Лудвиг IV)
- 1595 – 1627: Карл III, херцог на Мантуа 1630
- 1627 – 1631: Карл IV
- 1631 – 1637: Карл III (отново)
- 1637 – 1659: Карл V

Херцогствата Невер и Ретел са продадени през 1659 г. на кардинал Мазарини

### Дом Мазарин-Манчини
- 1659 – 1661: Мазарини (1602 – 1661), кардинал, упр. министър на Луи XIV
- 1661 – 1707: Филипе Жулиен Манчини (1641 – 1707), съпруг на племенница на Мазарини
- 1707 – 1768: Франсоа Манчини (1676 – 1768)
- 1768 – 1789: Луи Жул Манчини (1716 – 1798).